# Mike Mentzer
Mike Mentzer (Ephrata (Pennsylvanie), 15 novembre 1951 – Los Angeles, 10 juin 2001) est un culturiste professionnel, homme d'affaires et auteur américain.

## Enfance et éducation
Mike Mentzer est né le 15 novembre 1951 à Ephrata en Pennsylvanie, où il a grandi. En 1975, il commence des études médicales à l'Université du Maryland, qu'il quitte au bout de trois années. Il a déclaré par la suite avoir eu l'intention à cette époque de devenir psychiatre,.

## Carrière dans le culturisme

### Parcours amateur
Mike Mentzer a commencé à pratiquer la musculation à l'âge de 12 ans, inspiré par les couvertures des magazines spécialisés ; son père lui avait offert un ensemble d'équipements de base, ainsi qu'un livret d'instructions préconisant notamment de ne faire que trois entraînements par semaine, conseil qu'il a appliqué à la lettre. Mike rêvait alors de ressembler à son idole Bill Pearl. Après avoir obtenu l'équivalent du baccalauréat, Mentzer a servi pendant quatre ans dans l'armée de l'air américaine ; à cette époque il a commencé à s'entraîner beaucoup plus fréquemment, à raison de trois heures par jour, six jours par semaine.
Mentzer a commencé à participer à des compétitions locales à l'âge de 18 ans. En 1971, il remporte le concours Mr. Lancaster. La même année, il se place seulement 10e au concours AAU Mr. America, mais fait la rencontre du vainqueur, Casey Viator, qui sera déterminante : c'est en effet Viator qui a permis à Mentzer d'entrer en contact avec son propre entraîneur, Arthur Jones.
De 1971 à 1974, Mentzer est contraint de ralentir l'entraînement et d'interrompre la compétition en raison d'une grave blessure à l'épaule. Au début de 1975, cependant, il reprend l'entraînement au plus haut niveau et se place 3e à l'IFBB Mr. America, derrière Robby Robinson et Roger Callard. Mentzer remporte cette compétition l'année suivante, en 1976. En 1977 il remporte les Championnats d'Amérique du Nord à Vancouver, et participe une semaine plus tard au concours Mr. Universe, qui a lieu cette année-là en France à Nîmes, terminant deuxième derrière Kal Szkalak. En 1978, Mentzer remporte le titre de Monsieur Univers à Acapulco au Mexique, obtenant le premier et unique score parfait de 300 points. Il devient alors culturiste professionnel.

### Parcours professionnel
Fin 1979, pour sa première participation à la compétition Mr. Olympia (la plus prestigieuse de la discipline), Mentzer arrive premier en catégorie Poids lourds, obtenant à nouveau un score parfait de 300 points, mais il perd le concours toutes catégories face à Frank Zane, vainqueur de la catégorie Poids légers (lequel obtient le titre suprême pour la troisième année consécutive). Lors du Mr. Olympia 1980, il se place quatrième ex æquo avec Boyer Coe, derrière Arnold Schwarzenegger, Chris Dickerson et Frank Zane (le résultat de cette compétition, relatée dans le documentaire Pumping Iron 2, ayant fait l'objet d'une vive polémique).

### Retraite
Mike Mentzer s'est retiré de la compétition après cet échec, à seulement 29 ans. Il a maintenu jusqu'à sa mort que le résultat avait été truqué. S'il n'est jamais allé jusqu'à affirmer qu'il aurait dû gagner la compétition, il a dit et répété qu'Arnold Scharzenegger n'avait pas mérité sa victoire (obtenue après seulement quelques mois d'entraînement intensif, alors qu'il s'était retiré de la compétition cinq ans auparavant pour se consacrer à sa carrière au cinéma), bien qu'il ait fini par se réconcilier avec lui.

### Reconnaissance
En 2002, Mentzer a été intronisé au IFBB Hall of Fame, titre honorifique distinguant les plus brillants champions de cette discipline.

### Culturisme et philosophie
Les livres de Mike Mentzer contiennent autant de développements philosophiques que de préconisations pratiques liées aux méthodes d'entraînement ou à la nutrition. Se rattachant à l'école objectiviste, il insiste sur le fait que la philosophie et l'entraînement physique doivent être envisagés comme une seule et même discipline, écrivant par exemple : « L'Homme est une entité indivisible, une unité intégrée de l'esprit et du corps. »
Mentzer a adopté les notions développées par Arthur Jones sur l'entraînement, s'efforçant de les perfectionner. Grâce à des années d'étude, d'observation, grâce à sa connaissance de la physiologie du stress, ainsi que son analyse rigoureuse de l'information scientifique la plus récente alors disponible, grâce aussi à sa capacité à raisonner méthodiquement, Mentzer a conçu et mis en œuvre avec succès sa propre théorie de l'entraînement. Les théories de Mentzer visent primordialement à aider un athlète naturel (c'est-à-dire n'ayant pas recours au dopage hormonal) à se développer dans le plus court laps de temps possible jusqu'à atteindre le maximum de son potentiel génétique.
À cet effet, il a détaillé les principes de l'entraînement de haute intensité (High Intensity Weight Training). L'entraînement de musculation, selon lui, doit être intense, bref et peu fréquent, pour atteindre les meilleurs résultats dans le plus court laps de temps. Il considère par ailleurs que le culturisme doit être envisagé comme un élément de l'existence plutôt qu'une fin en soi, encourageant ses lecteurs à entreprendre d'autres activités tout aussi nobles, et à utiliser leurs capacités de raisonnement pour vivre une existence adulte en cultivant bonheur et sagesse.

### Diététique
La nutrition a toujours été une composante essentielle du mode de vie pour les culturistes. Mike Mentzer a cependant affirmé qu'il n'était pas nécessaire de porter à la nutrition une attention aussi drastique que l'industrie des compléments alimentaires tend à le laisser croire. Il faisait à ce sujet des recommandations simples et de bon sens : consommer des aliments de chaque groupe en quantités équilibrées, avec des céréales complètes de bonne qualité et des fruits, des produits laitiers et de la viande ou du poisson en quantité modérée, et ce tout au long de l'année.
Mentzer estimait que les glucides devraient constituer l'apport calorique majoritaire, avec une proportion de 50 à 60 %, préconisant donc un apport en protéines nettement plus bas que ce qui est généralement conseillé dans les ouvrages et revues spécialisés en culturisme. Son raisonnement était le suivant : élaborer 5 kg de tissu musculaire sur une période d'un an nécessite un excédent énergétique de 6 000 kcal durant le même laps de temps (car 1 kg de muscle contient environ 1200 kcal). Cela représente un excédent de 16 kcal par jour, et un quart seulement doit provenir des protéines (car le tissu musculaire est constitué de 22 % de protéines soit environ un quart).

### La méthode d'entraînement Heavy Duty
Lorsque Mike Mentzer servait dans l'armée de l'air américaine, il était de garde pendant 12 heures, puis enchaînait avec des « entraînements marathon », comme il était de rigueur à l'époque. Au concours Mr. America 1971, il rencontra le vainqueur, Casey Viator : celui-ci lui apprit qu'il suivait un entraînement à haute intensité, avec des charges lourdes manipulées jusqu'à l'extrême limite de la capacité musculaire, des séances brèves (moins de 45 minutes) et peu fréquentes, utilisant principalement les machines Nautilus, conçues et commercialisées par Arthur Jones en Floride. Mentzer et Jones se sont rencontrés peu après et sont devenus amis.
Arthur Jones a inauguré les principes de l'entraînement de haute intensité à la fin des années 1960. Il a souligné la nécessité de maintenir une forme stricte, de mouvoir les charges de façon lente et contrôlée, et de travailler les muscles jusqu'à l'échec complet (en positif comme en négatif), tout en évitant le surentraînement. Constatant que Casey Viator avait obtenu des résultats impressionnants en s'entraînant sous la supervision d'Arthur Jones, Mentzer s'est vivement intéressé à cette philosophie de l'entraînement, dont il a rapidement adopté les principes. Par la suite, toutefois, Mentzer a réalisé qu'Arthur Jones lui-même n'appliquait pas complètement ses propres principes, et a cherché à les approfondir méthodiquement. Il a ainsi commencé à entraîner ses clients de manière quasi expérimentale, afin de trouver l'organisation optimale entre le nombre de répétitions, le nombre de séries, et la fréquence des entraînements, permettant d'obtenir les meilleurs résultats.
Pendant plus de dix ans, le programme Heavy Duty de Mike Mentzer a consisté en 7 à 9 séries par entraînement et par groupe musculaire, à raison de 3 entraînements par semaine. Au début des années 1990, avec l'avènement de l'ère moderne du culturisme (caractérisée par un développement spectaculaire de la masse musculaire des athlètes, principalement dû aux progrès de la pharmacologie), il a modifié ce programme de sorte que celui-ci comporte encore moins de séries par entraînement (5 au maximum) et encore plus de jours de récupération (4 à 7 entre chaque entraînement pour un même groupe musculaire). Les biologistes et les physiologistes savaient dès le XIXe que l'hypertrophie musculaire est directement liée à l'intensité de l'effort, et non à sa durée, a-t-il alors argumenté à l'appui de ces préconisations radicales, estimant en outre que la plupart des auteurs dans le domaine du culturisme ne tiennent pas compte du stress extrême imposé à l'organisme par les exercices musculaires avec charges lourdes soutenus jusqu'à la limite de la capacité de contraction positive.
Les leçons d'entraînement de Mike Mentzer (sous forme de livres et cassettes audio), conçues dès sa première victoire au concours Mr. Univers de 1978 (où son score parfait a généré une attention particulière dans la communauté du culturisme), et commercialisés via des revues spécialisées, ont eu un grand succès. Par la suite, Mentzer a de nouveau fait parler de lui en initiant Dorian Yates à sa méthode d'entraînement à haute intensité ; celui-ci a remporté le concours Mr. Olympia six fois de suite, de 1992 à 1997, popularisant à son tour sa propre méthode d'entraînement, largement inspirée par les enseignements de Mike Mentzer et sa méthode Heavy Duty.

### Palmarès en compétition
- 1971 Mr. Lancaster - 1er
- 1971 Mr. America (AUA) - 10e
- 1971 Mr. America adolescents (AUA) - 2e
- 1975 Mr. America (IFBB) - 3e (Poids moyens)
- 1975 Mr. USA (ABBA) - 2e (Poids moyens)
- 1976 Mr. America (IFBB) - 1er (Toutes catégories)
- 1976 Mr. America (IFBB) - 1er (Poids moyens)
- 1976 Mr. Universe (IFBB) - 2e (Poids moyens)
- 1977 Championnat Nord-Américain (IFBB) - 1er (Toutes catégories)
- 1977 Championnat Nord-Américain (IFBB) - 1er (Poids moyens)
- 1977 Mr. Universe (IFBB) - 2e (Poids lourds)
- 1978 Concours "USA vs the World" (IFBB) - 1er (Poids lourds)
- 1978 Championnat du monde amateurs (IFBB) - 1er (Poids lourds)
- 1979 Canada Pro Cup (IFBB) - 2e
- 1979 Florida Pro Invitational (IFBB) - 1er
- 1979 Night of Champions (IFBB) - 3e
- 1979 Mr. Olympia (IFBB) - 1er (Poids lourds)
- 1979 Pittsburgh Pro Invitational (IFBB) - 2e
- 1979 Southern Pro Cup (IFBB) - 1er
- 1980 Mr. Olympia (IFBB) - 4e ex-aequo

## Vie personnelle

### Athéisme
Mentzer était athée, indiquant dans le dernier entretien donné avant sa mort qu'il ne croyait ni en Dieu, ni au Paradis, ni à l'Enfer, ni à aucune sorte d'au-delà.

### L'objectivisme
Lorsque Mike était à l'école, son père l'encourageait au succès en lui offrant toutes sortes de récompenses pour ses bons résultats, allant d'un gant de baseball à de l'argent. Des années plus tard, Mike a déclaré que son père lui avait involontairement inculqué le goût du capitalisme.
David M. Sears, ami de Mentzer et éditeur de ses ouvrages "Muscles in Minutes", a déclaré que celui-ci avait lu de nombreux ouvrages de philosophie à l'adolescence, s'intéressant particulièrement au courant objectiviste, lequel aurait favorisé l'émergence de ses conceptions sur l'entraînement : son approche de la pensée critique, de la pensée analytique, le principe selon lequel il n'existe qu'une vérité, tout cela lui aurait permis de se dégager de la pensée conventionnelle et de développer une réflexion indépendante.
Mentzer s'est pleinement imprégné de la pensée de Ayn Rand au cours des années 1980. Sur les enseignements qu'il en a tirés, il a déclaré dans un entretien : « Apprendre la logique et acquérir l'aptitude à la pensée critique n'est pas chose facile, bien que ce ne soit pas d'une difficulté insurmontable. J'ai appris cela en lisant et en "digérant" les œuvres de la romancière et philosophe Ayn Rand. Pour démarrer sur des bases correctes et méthodiques, lisez ses livres traitant explicitement de philosophie, "Philosophy: Who Needs It?" (surtout l'introduction et les deux premiers chapitres) ainsi que "The Romantic Manifesto" (surtout le deuxième chapitre, "Philosophy and Sense of Life"). Après avoir lu et relu les premiers chapitres de ces deux livres, laissez-les de côté pendant un moment et lisez ses deux grands romans qui ont marqué leur époque : "The Fountainhead" et "Atlas Shrugged", dans cet ordre. Comme cela est vrai dans tous les domaines de la connaissance, la philosophie doit être étudiée dans un ordre logiquement structuré. »
Dans le dernier entretien qu'il a donné avant sa mort, Mike Mentzer s'est déclaré ravi de constater que bon nombre de ses clients et amis personnels – notamment Markus Reinhardt – s'étaient à son exemple intéressés à l'Objectivisme. Il a décrit l'Objectivisme comme étant la meilleure philosophie jamais conçue. Il a également critiqué la philosophie d'Emmanuel Kant, considérée par lui comme une "philosophie malfaisante" parce que Kant aurait cherché à détruire l'esprit humain en inoculant son manque de confiance en la Raison. Il a également critiqué l'enseignement systématique du Kantisme dans les lycées et les universités, et a déclaré qu'il était très difficile pour un philosophe objectiviste titulaire d'un doctorat d'obtenir un emploi à l'université.

## Dernières années
À la fin des années 1980, Mentzer s'est remis à entraîner des culturistes et à rédiger des articles pour la revue Iron Man. Dans les années 1990 il s'est efforcé pour l'essentiel de reconquérir son statut de figure majeure dans le milieu du culturisme. Ayant rencontré Dorian Yates au cours des années 1980, il a considérablement influencé la suite de sa carrière en lui inculquant ses principes d'entraînement. Des années plus tard, quand Yates a remporté le concours Mr. Olympia pour la première fois, il a cité la méthode Heavy Duty de Mike Mentzer comme étant un facteur décisif de sa progression jusqu'au plus haut niveau. En 1994, Mike Mentzer a formé avec son frère Ray et Dorian Yates une société commercialisant des vêtements d'entraînement appelée "MYM" (pour Mentzer Yates Mentzer), également connue sous le nom "Heavy Duty Inc.".
Mike Mentzer est mort le 10 juin 2001, dans son appartement à Rolling Hills, en Californie, à l'âge de 49 ans, par suite de complications cardiaques. Il a été découvert inanimé par son frère cadet Ray Mentzer, lui aussi culturiste. Seulement deux jours plus tard, Ray est mort à son tour, à la suite de complications liées à la maladie de Berger contre laquelle il luttait depuis des années.